# Trimma avidori
Trimma avidori és una espècie de peix de la família dels gòbids i de l'ordre dels perciformes.

## Morfologia
- Els mascles poden assolir 2,2 cm de longitud total.[4]

## Hàbitat
És un peix marí de clima tropical i associat als esculls de corall fins als 6 m de fondària.

## Distribució geogràfica
Es troba des del Golf d'Aqaba fins al Golf de Tadjoura (Djibouti, Golf d'Aden).